# 100 Years Ago (chanson des Rolling Stones)
Pour les articles homonymes, voir 100 Years Ago.
Pistes de Goats Head Soup
Dancing with Mr. D
(1) Coming Down Again
(3)
100 Years Ago est une chanson du groupe de rock britannique The Rolling Stones, parue le 31 août 1973 sur l'album Goats Head Soup.

## Historique et enregistrement
L'enregistrement a lieu aux studios Dynamic Sound à Kingston, en Jamaïque, entre novembre et décembre 1972. Le mixage final est réalisé en juin 1973. Mick Jagger, au chant, est accompagné de Mick Taylor, aux chœurs. Taylor joue de la guitare sur la chanson tandis que Keith Richards et Charlie Watts jouent respectivement de la basse et de la batterie. Nicky Hopkins est au piano tandis que Billy Preston joue du clavinet.
Crédité aux côtés de Mick Jagger et Keith Richards, le guitariste Mick Taylor déclare au moment de la sortie : « Certaines des chansons que nous avons utilisées (pour l'album) étaient assez anciennes. 100 Years Ago était écrite par Mick [Jagger] il y a deux ans et [...] nous n'avions pas pu utiliser auparavant ».

## Analyse artistique
La chanson est décrite par Tom Maginnis dans sa critique comme ayant une « sensation mélancolique avec un son country [...] avant de faire plusieurs changements de tempo en un groove funky et rapide... ». Les paroles de la chanson voient Jagger réfléchir sur le vieillissement.
La chanson vire ensuite dans une pause distinctive, ralentissant considérablement avant que Mick Jagger ne commence à chanter un couplet dans un bruit perceptible, avant d'accélérer l'accompagnement et de se transformer en une sorte de funk improvisé.

## Postérité
100 Years Ago n'est joué en concert que lors des deux premiers concerts de la tournée européenne de 1973, et n'a pas été réinterprété depuis.

## Crédits
Crédités:
- Mick Jagger : chant, guitare électrique
- Mick Taylor : guitare électrique, choeurs
- Keith Richards : basse
- Charlie Watts : batterie
- Nicky Hopkins : piano
- Billy Preston : clavinet